# Leon Thomas III

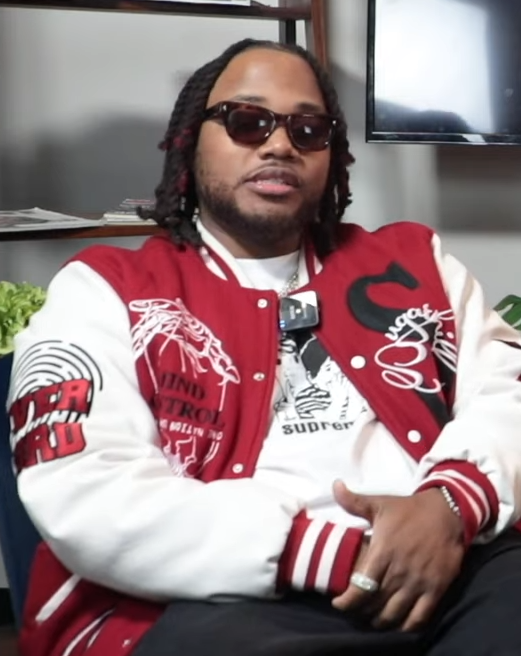
Leon Thomas III (2023)

Leon Thomas III (* 1. August 1993 in Brooklyn, New York City) ist ein US-amerikanischer Schauspieler und Sänger. Am meisten bekannt ist er aufgrund der Rolle des André Harris in der Nickelodeon-Serie Victorious.

## Leben
Thomas zog im jungen Alter nach Los Angeles, wo er momentan lebt. Im Alter von 10 Jahren gab er sein Theaterdebüt im Broadway-Musical König der Löwen als junger Simba. 2004 trat er als Jackie Thibodeaux im Broadway-Stück Caroline, or Change von Tony Kushner auf. Er spielte an der Seite von Robin Williams und Terrence Howard in dem Film Der Klang des Herzens als Arthur mit und führte den Song „La Bamba“ auf. Bevor er für die Nickelodeon-Serie Victorious vorsprach, bekam er diverse andere Gastrollen bei Nickelodeon-Produktionen wie Jack’s Big Music Show, Just Jordan und iCarly (als Harper).
Von 2010 bis 2013 war Thomas in der US-amerikanischen Fernsehserie Victorious zu sehen. In der von Dan Schneider entwickelten Serie spielte er die Rolle des André Harris. Wie alle anderen Hauptdarsteller von Victorious spielte er bei dem ebenfalls von Dan Schneider produzierten Crossover zwischen Victorious und iCarly mit.

## Filmografie
Filme und Fernsehen
- 2005: Backyardigans – Die Hinterhofzwerge (The Backyardigans) (Fernsehserie, Folge 2x02)
- 2006: Just for Kicks (Fernsehserie, 2 Folgen)
- 2007: Just Jordan (Fernsehserie Folge 2x07)
- 2007: Der Klang des Herzens (August Rush)
- 2007: Jack’s Big Music Show (Fernsehserie, Folge 2x11)
- 2008: The Naked Brothers Band (Fernsehserie, Folge 3x06)
- 2008: iCarly (Fernsehserie, Folge 1x23)
- 2010–2013: Victorious (Fernsehserie)
- 2011: True Jackson (True Jackson, VP) (Fernsehserie, Folge 2x28)
- 2011: iCarly: Party mit Victorious (iCarly: iParty with Victorious)
- 2014: Bad Ass 2: Bad Asses
- 2014: Satisfaction (Fernsehserie, 6 Folgen)
- 2015: Runaway Island
- 2015: Fear the Walking Dead (Fernsehserie, Folge 1x01)
- 2017: Detroit
- 2017: Insecure (Fernsehserie, 5 Folgen)

Broadway
- 2003: Der König der Löwen
- 2004: Caroline, or Change
- 2005: The Color Purple

## Diskografie

### Singles
- 2011: Song2You (mit Victoria Justice)
- 2012: Countdown (mit Victoria Justice)
- 2018: Favorite (feat. Buddy)
- 2018: PLW
- 2018: Sunken Place

### EPs
- 2012: Metro Hearts
- 2018: Genesis
- 2023: Electric Dusk
- 2024: Mutt

## Auszeichnungen für Musikverkäufe
| Platin-Schallplatte - Australien - 2025: für die Single Mutt - Neuseeland - 2025: für die Single Mutt |

Anmerkung: Auszeichnungen in Ländern aus den Charttabellen bzw. Chartboxen sind in ebendiesen zu finden.
| Land/RegionAuszeichnungen für Musikverkäufe (Land/Region, Auszeichnungen, Verkäufe, Quellen) | Silber  | Gold | Platin     | Verkäufe  | Quellen          |
| -------------------------------------------------------------------------------------------- | ------- | ---- | ---------- | --------- | ---------------- |
| Australien (ARIA)                                                                            | —       | —    | Platin1    | 70.000    | aria.com.au      |
| Neuseeland (RMNZ)                                                                            | —       | —    | Platin1    | 30.000    | radioscope.co.nz |
| Vereinigte Staaten (RIAA)                                                                    | —       | —    | Platin1    | 1.000.000 | riaa.com         |
| Vereinigtes Königreich (BPI)                                                                 | Silber1 | —    | —          | 200.000   | bpi.co.uk        |
| Insgesamt                                                                                    | Silber1 | —    | 3× Platin3 |           |                  |

## Auszeichnungen und Nominierungen
| Tabellarische Übersicht der Auszeichnungen und Nominierungen | Tabellarische Übersicht der Auszeichnungen und Nominierungen | Tabellarische Übersicht der Auszeichnungen und Nominierungen | Tabellarische Übersicht der Auszeichnungen und Nominierungen                   | Tabellarische Übersicht der Auszeichnungen und Nominierungen |
| Jahr                                                         | Auszeichnung                                                 | Für                                                          | Kategorie                                                                      | Resultat                                                     |
| ------------------------------------------------------------ | ------------------------------------------------------------ | ------------------------------------------------------------ | ------------------------------------------------------------------------------ | ------------------------------------------------------------ |
| 2008                                                         | Young Artist Award                                           | Der Klang des Herzens                                        | Best Performance in a Feature Film – Supporting Young Actor – Fantasy or Drama | Gewonnen                                                     |
| 2012                                                         | NAACP Image Award                                            | Victorious                                                   | Outstanding Performance in a Youth/Children’s Program (Series or Special)      | Nominiert                                                    |